# Liste der Monuments historiques in Til-Châtel
Die Liste der Monuments historiques in Til-Châtel führt die Monuments historiques in der französischen Gemeinde Til-Châtel auf.

## Liste der Immobilien
| Bezeichnung                    | Beschreibung                    | Standort               | Kennzeichnung | Schutzstatus | Datum | Bild           |
| ------------------------------ | ------------------------------- | ---------------------- | ------------- | ------------ | ----- | -------------- |
| Kirche St-Florent-et-St-Honoré | aus dem 12. und 13. Jahrhundert | Rue de l’Eglise (Lage) | PA00112700    | Classé       | 1862  | weitere Bilder |

## Liste der Objekte
| Bezeichnung                                                                         | Beschreibung | Standort                                     | Kennzeichnung | Schutzstatus | Datum | Bild           |
| ----------------------------------------------------------------------------------- | --- | -------------------------------------------- | ------------- | ------------ | ----- | -------------- |
| Honorius-Reliquiar                                                                  | Lindenholz, farbig gefasst und vergoldet, bezeichnet 1687                                                                                                | in der Kirche St-Florent-et-St-Honoré (Lage) | PM21002372    | Classé       | 1901  | weitere Bilder |
| Grabstein für Guy de Trichatel                                                      | Kalkstein, bezeichnet 1299 | in der Kirche St-Florent-et-St-Honoré (Lage) | PM21002373    | Classé       | 1908  |                |
| Grabstein für Jean Gauvain                                                          | Kalkstein, bezeichnet 1560 | in der Kirche St-Florent-et-St-Honoré (Lage) | PM21002374    | Classé       | 1913  |                |
| Grabstein für André Decutigny, Jean Morel, Guillemette Decutigny und François Morel | Kalkstein, bezeichnet 1500, 1580 und 1588 | in der Kirche St-Florent-et-St-Honoré (Lage) | PM21002375    | Classé       | 1913  |                |
| Triptychon Christus zwischen zwei Stiftern, begleitet von ihren Schutzheiligen      | Ölfarbe auf Eichenholz, bezeichnet 1616 | in der Kirche St-Florent-et-St-Honoré (Lage) | PM21002377    | Classé       | 1913  | weitere Bilder |
| Glocke                                                                              | Bronze, 1763 gegossen | in der Kirche St-Florent-et-St-Honoré (Lage) | PM21002378    | Classé       | 1943  |                |
| Kreuzigungsgruppe                                                                   | Lindenholz, ehemals farbig gefasst, 17. Jahrhundert | in der Kirche St-Florent-et-St-Honoré (Lage) | PM21002379    | Classé       | 1964  | weitere Bilder |
| Grabstein für Guillaume de Til-Châtel                                               | Kalkstein, bezeichnet 1240 | in der Kirche St-Florent-et-St-Honoré (Lage) | PM21002380    | Classé       | 1980  |                |
| Grabstein für Jean de Til-Châtel                                                    | Kalkstein, bezeichnet 1274 | in der Kirche St-Florent-et-St-Honoré (Lage) | PM21002381    | Classé       | 1980  |                |
| Grabstein für Guillaumette de Til-Châtel                                            | Kalkstein, zweites Viertel des 13. Jahrhunderts | in der Kirche St-Florent-et-St-Honoré (Lage) | PM21002382    | Classé       | 1988  |                |
| Altar                                                                               | Altartisch, Altaraufbau, Tabernakel und Exposition; Holz, farbig gefasst und vergoldet, 17. und 18. Jahrhundert; im Musée d’art sacré de Dijon deponiert | in der Kirche St-Florent-et-St-Honoré (Lage) | PM21002993    | Classé       | 1980  |                |
| Grabstein für Alexandre de Rougemont und François de Rougemont                      | Kalkstein, bezeichnet 1607 | in der Kirche St-Florent-et-St-Honoré (Lage) | PM21002376    | Classé       | 1913  |                |